# Люгайло, Станислав Антонович
Станисла́в Анто́нович Люга́йло (1 января 1938, Сухуми — 11 апреля 2021, Краматорск, Украина) — советский волейболист, игрок сборной СССР (1964). Олимпийский чемпион 1964. Нападающий. Заслуженный мастер спорта СССР (1990).

## Биография
Выступал за команду «Радиотехник» (Рига). Серебряный (1965, 1966) и бронзовый (1968, 1969) призёр чемпионатов СССР. В составе сборной РСФСР — серебряный призёр союзного первенства и Спартакиады народов СССР 1963. Победитель чемпионата дружественных армий 1962.
В сборной СССР в официальных соревнованиях выступал в 1964 году. В её составе стал олимпийским чемпионом.
Проживал в Донецке. Работал тренером женской волейбольной команды «Медика»-ШВСМ (Донецк), выступающей в чемпионате Украины.
Скончался 11 апреля 2021 года в Краматорске (Донецкая область) .

## Источник
- Волейбол: Энциклопедия / Сост. В. Л. Свиридов, О. С. Чехов. — Томск: Компания «Янсон», 2001.